# Joaquín Bernadó
Pour les articles homonymes, voir Bernadó.
Joaquín Bernadó y Bartoméu plus connu sous le nom de Joaquín Bernadó  né le 16 août 1935 à Santa Coloma de Gramenet (Espagne) et mort le 21 février 2022, est un matador espagnol.

## Présentation et carrière
À l'âge de quinze ans, il abandonne ses études commerciales pour se lancer dans la tauromachie. Il débute en novillada avec picador à Manresa le 28 mai 1950 et pendant quatre ans, il sera novillero. Le 25 avril 1954, il entame à Vista Alegre une saison au cours de laquelle il participe à 41 novilladas avec un certain succès.
Son alternative a lieu le 4 mars 1956 à Castellón de la Plana face à des taureaux de don Manuel Arranz. Il a pour parrain Antonio Bienvenida et pour témoin Julio Aparicio Martínez. Alternative qu'il confirme à Madrid le 10 juin de la même année, face à un taureau de El Pizarral. Il participe à 32 corridas lors de sa première année d'alternative.

## Style
Torero, élégant, artiste, il est apprécié aussi bien en Amérique Latine qu'en Europe et plus particulièrement à Barcelone où il participe à 243 corridas. C'est dans La Monumental, arènes de Barcelone qu'il met fin à sa carrière le 24 septembre 1983. Il n'y reviendra qu'une fois le 19 avril 1987.